# Pardosa proxima
Pardosa proxima este o specie de păianjeni din genul Pardosa, familia Lycosidae. A fost descrisă pentru prima dată de C. L. Koch, 1847.

## Subspecii
Această specie cuprinde următoarele subspecii:
- P. p. annulatoides
- P. p. antoni
- P. p. poetica